# Мампуку-дзи

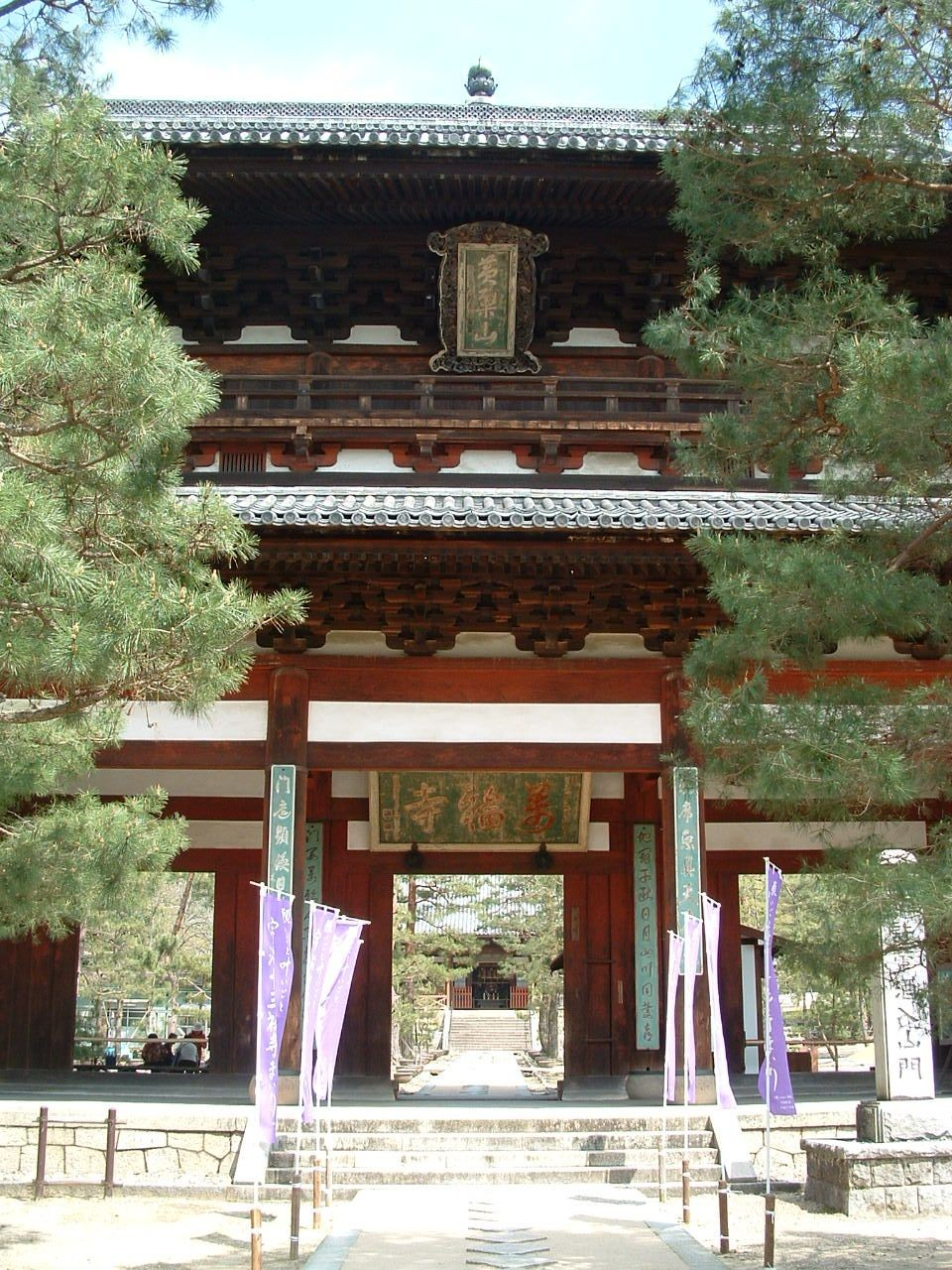

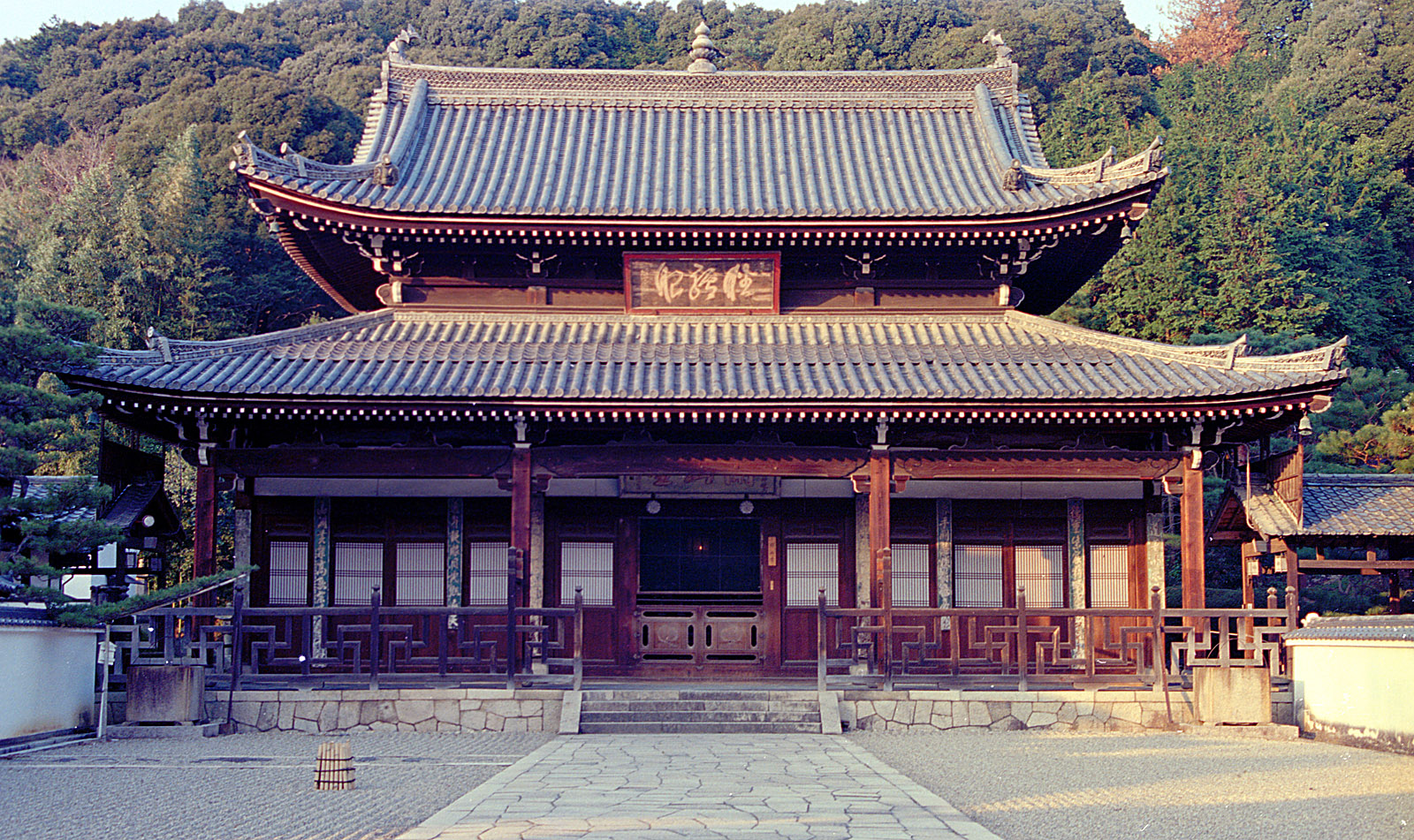

Мампуку-дзи (яп. 萬福寺) — буддийский храм в городе Удзи близ Киото в Японии.

## История
Обаку-сан Мампуку-дзи является главным храмом японской школы дзэн Обаку, которой в Японии принадлежат около 460 храмов. 
Мампуку-дзи был построен в 1661 году китайским монахом Иньюанем Лунци (яп. Ингэн Рюки) и его учеником Муянем в Удзи близ Киото. В память о его китайском прообразе, храме Ванфу-си (яп. Мампуку-дзи) на горе Хуанбо в провинции Фуцзянь, мастер Ингэн дал новому храму то же имя. Он также назвал холм, на котором был построен храм Обаку-сан, в честь китайского мастера чань Хуанбо Сиюня, жившего в IX веке. Мастер Хуанбо Сиюнь (яп. Обаку) был учителем Линьцзи Исюаня (яп. Риндзай), и Ингэн хотел таким образом возвысить как японскую школу дзэн Риндзай, так и школу Сото-сю. 
Храм построен в китайском стиле эпохи Мин, в Японии называемый стилем Обаку. Первые 14 настоятелей храма были по происхождению китайцами, лишь начиная с 15-го настоятеля руководство храмом было передано японцу.

## Галерея

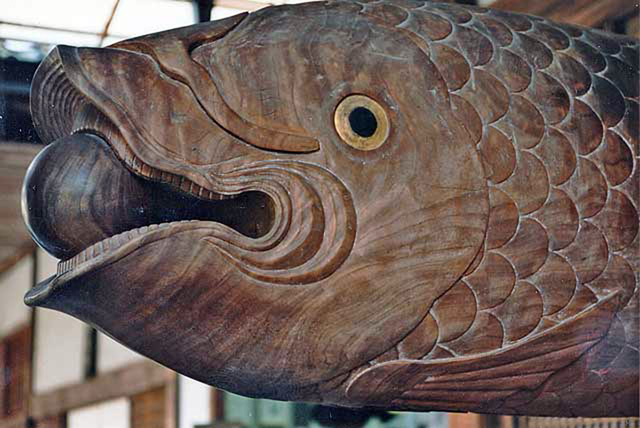
Мокугё (Барабан)
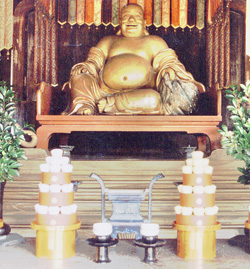
Статуя Хотэя
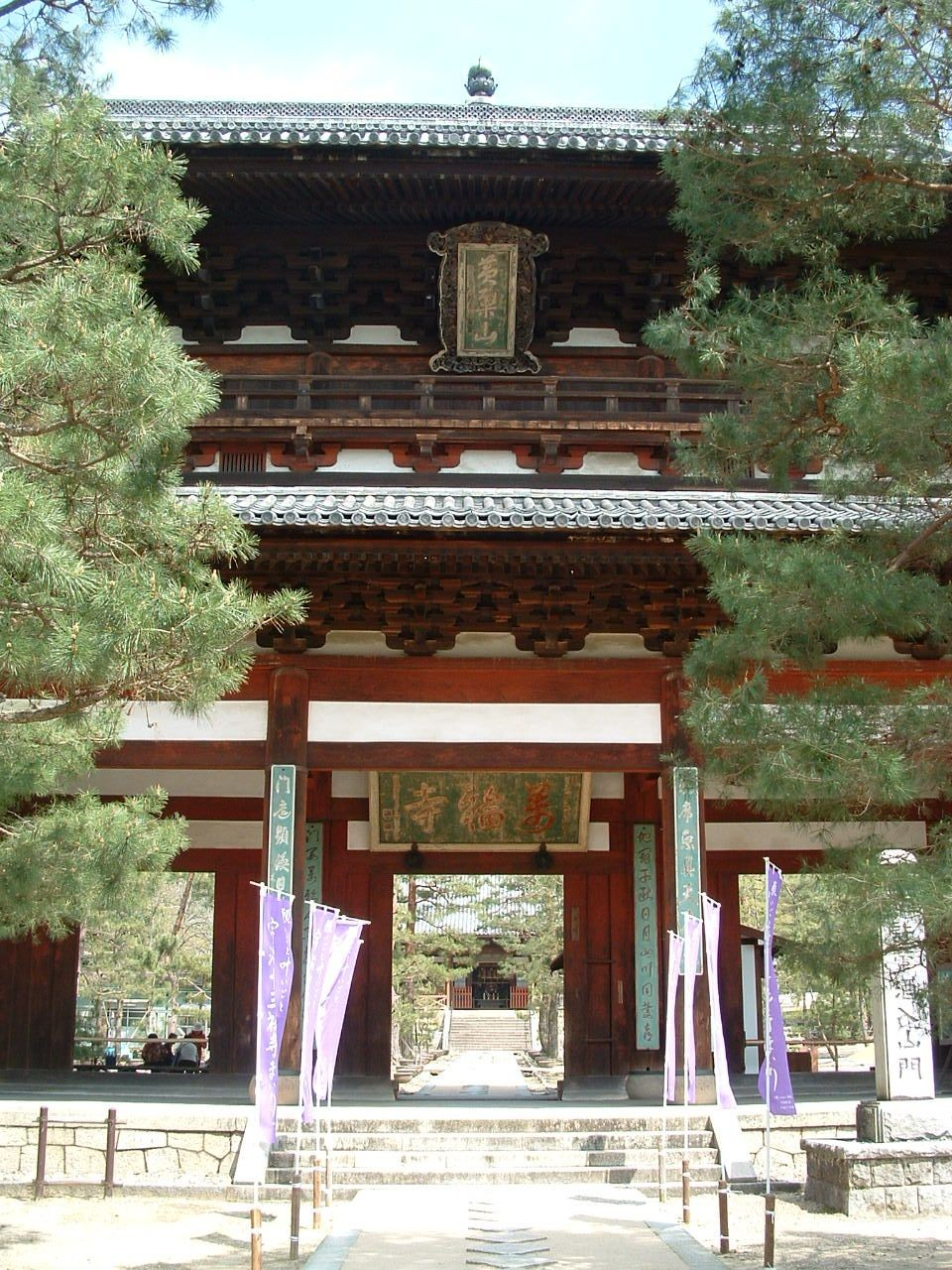
Ворота